# گلوریا پریس
گلوریا پریس (پرتغالی برزیلی: Glória Perez؛ ‏ پرتغالی برزیلی:[ˈɡlɔɾjɐ ˈpɛɾis]؛ ‏ زادهٔ ۲۵ سپتامبر ۱۹۴۸) فیلم‌نامه‌نویس اهل برزیل است. وی از سال ۱۹۸۳ میلادی تاکنون مشغول فعالیت بوده‌است. وی مادر دانیلا پریس است که در یکی از سریال‌های تلویزیونی خودش بازی می کرد و به دست یکی از هنرپیشه‌های همان سریال به قتل رسید.
از فیلم‌ها یا مجموعه‌های تلویزیونی که وی در آن‌ها نقش داشته‌است، می‌توان به از روح و تن اشاره نمود.